# 133
133 је била проста година.

## Догађаји
- Бар Кохбин устанак: Секст Јулије Север, римски гувернер Британије, послат је у Јудеју (136. преименовану у Сирију и Паластину) да угуши побуну.
- Јеврејски побуњеници, предвођени Симоном бар Кохбом и Елеазаром, прекинули су виталне линије снабдевања и римске гарнизоне у Палестини. Упркос римским појачањима из Сирије и Египта, они успостављају независну државу у Јудеји.

## Рођења
- 30. јануар — Дидије Јулијан, римски цар (у. 193)
- Атинагора Атински, грчки хришћански апологета

## Смрти
- Киријак, епископ јерусалимски